# Île Robinson Crusoé
Pour les articles homonymes, voir Crusoé.
L'île Robinson Crusoé, ou Robinson Crusoe (en espagnol : Isla Robinsón Crusoe), est une île chilienne située dans l'océan Pacifique à 601 km au large des côtes chiliennes. Il s'agit de la plus grande île, et la seule à être peuplée, de l'archipel Juan Fernández qu'elle forme avec l'île Alejandro Selkirk et l'île Santa Clara.

## Toponymie
L'île Robinson Crusoé s'appelait, avant 1966, Más a Tierra, Más Atierra ou encore Aguas Buenas, mais le gouvernement chilien l’a renommée en référence au roman Robinson Crusoé de Daniel Defoe, afin de rendre hommage à Alexander Selkirk, marin débarqué, et dont l'aventure avait inspiré le romancier britannique.

## Géographie

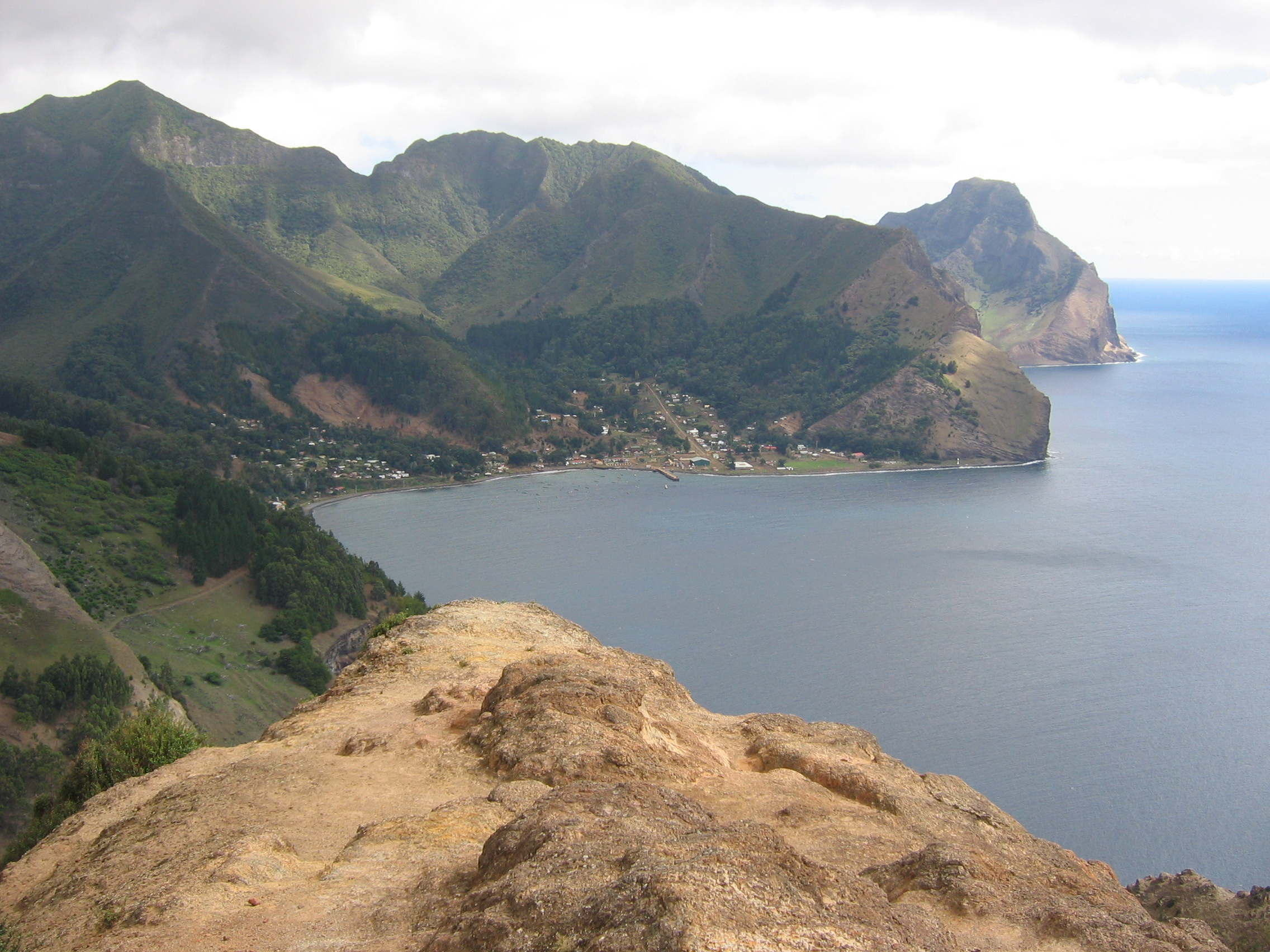
Vue du village de San Juan Bautista au fond de la baie Cumberland.

### Localisation
L'île Robinson Crusoé est située dans l'océan Pacifique, à 601 km à l'ouest-nord-ouest des côtes de la région du Maule, au Chili. Elle est située en Amérique du Sud. Administrativement, l'île est chilienne et dépend de la  municipalité de l'archipel Juan Fernández, faisant partie de la province de Valparaiso (région de Valparaíso).

### Topographie
L'île Robinson Crusoé a un relief montagneux constitué par d'anciens volcans basaltiques imbriqués, notamment quatre volcans boucliers aux caldeiras ouvertes vers le nord-est, et de leurs coulées de lave érodés. Cette érosion a formé des vallées profondes aux parois escarpées. El Yunque, le point culminant de l'île, s'élève à 915 mètres d'altitude. La partie occidentale de l'île est constituée d'une péninsule, le Cordón Escarpado, moins élevée et plus sèche que le reste de l'île constituée de plusieurs cônes volcaniques érodés. Dans le prolongement de la péninsule se trouve l'île Santa Clara, à 1,5 kilomètre de distance.

### Faune et flore
Depuis 1977, l'île Robinson Crusoé constitue avec les autres îles de l'archipel Juan Fernández, une réserve mondiale de biosphère. Elles sont considérées comme d'intérêt scientifique majeur en raison des espèces floristiques et faunistiques endémiques : 146 espèces natives de l'île y sont endémiques. Le colibri rouge en est l'emblème.

## Histoire
L'île Robinson Crusoé s'est formée entre 5,8 et 3,8 millions d'années. Une éruption se serait produite sur l'île en 1743. La dernière éruption confirmée  a eu lieu en 1835, à 1,5 kilomètre au nord de l'île.
D'après l'historien Isaac James, une pêcherie indienne d'une douzaine de personnes aurait été installée vers la fin du XVIe siècle, mais elle n'existait plus en 1616, lorsque Willem Schouten accosta sur l'île. Elle aurait été ensuite, pendant un temps, possession des Jésuites qui l'auraient louée à un officier désirant y pratiquer la pêche et surtout l'exploitation de la peau des animaux marins. L'île devint ensuite une station régulière des boucaniers et des pirates qui se livraient au pillage des galions et des villes de la côte du Pacifique appartenant aux Espagnols. En 1624, Jacques L'Hermite, qui commandait la flotte de Nassau, y aurait laissé, à leur demande, trois soldats et trois sous-officiers malades, dont on n'a pas retrouvé la trace.
En 1681, le boucanier John Watling y abandonne un indien mosquito surnommé Will. Son navire étant menacé par un navire espagnol en approche, le capitaine quitte l'île alors que Will était descendu à terre pour chasser. En 1684, certains membres de l'équipage de Watling naviguèrent devant les îles, sous les ordres d'un autre flibustier, le capitaine John Cooke. L'un d'eux voulut savoir si Will était toujours vivant ; il trouva son ancien compagnon en bonne santé. Will inspira à Defoe le personnage de Vendredi.
En 1687, cinq marins d'Edward Davis, qui avaient perdu tout leur argent au jeu, décidèrent d'y rester, espérant s'engager dans un autre bateau corsaire qui y relâcherait pour se refaire avant de rentrer en Angleterre. Accompagnés de quatre noirs, ils demeurèrent sur l'île deux ans et dix mois, non sans être inquiétés par les Espagnols, pour être finalement sauvés par le capitaine John Strong, le 11 septembre 1690. Des boucaniers français y résidèrent ensuite pendant une dizaine de mois.
En septembre 1704, le marin écossais Alexander Selkirk fut débarqué et vécut dans une solitude absolue pendant quatre ans et quatre mois,,. C'est lui qui inspira le personnage de Robinson du roman de Defoe.
Le croiseur allemand SMS Dresden est coulé dans la baie Cumberland le 15 mars 1915 par les Britanniques.

### Séisme et tsunami de 2010
Le 27 février 2010, le séisme d'une magnitude de 8,8 sur l'échelle de Richter qui frappe le Chili provoque un tsunami. Une vague de 10 m atteint l'île, huit personnes perdent la vie et le village côtier de San Juan Batista est en grande partie détruit. Heureusement, Martina Maturana, une jeune fille de douze ans, prévient les habitants et leur permet de se réfugier sur les hauteurs.

Le tsunami a eu lieu à 3 heures du matin. Le séisme qui l'a précédé a été ressenti sur les hauteurs, mais pas par les habitants les plus proches de la côte, qui étaient les plus exposés. Ils ont été prévenus par leurs chiens, leurs voisins qui leur ont téléphoné, ou même par l'eau qui envahissait déjà leurs maisons, car la première vague du tsunami a été précédée par une montée des eaux sans vague. Beaucoup d'habitants de la côte ont eu le temps de fuir, mais sans avoir le temps de rien emporter. 

« J'avais une belle maison, construite par mon grand-père, et dont j'avais moi-même sculpté les balustrades, raconte ce menuisier-ébéniste. Il n'en reste rien. Je n'ai rien eu le temps d'emporter, même pas le chaton que l'on venait de m'offrir. Mais nous sommes saufs, ma femme, mon fils et moi. »

« J'ai été réveillée par le séisme. Je suis sortie, et à la lumière de la pleine lune, j'ai vu que la mer s'était retirée très loin, et j'ai vu la vague arriver. J'ai couru vers les hauteurs, avec ma petite fille d'un an dans les bras, en criant pour appeler les voisins. Je leur criais de monter. »

« Je suis responsable de l'entretien de la forêt, alors j'habite sur les hauteurs. Juste après les trois vagues du tsunami, je suis descendu pour porter secours, mais on n'a rien pu faire : toutes les barques, tous les bateaux avaient été emportés par le tsunami. Nous n'avons pas pu secourir les rares survivants que nous avons vu se noyer, écrasés par les débris qui s'entrechoquaient alors qu'ils essayaient de s'accrocher aux troncs qui flottaient. C'était horrible. »

« Dès la première vague, l'antenne satellite a été arrachée, nos téléphones ne fonctionnaient plus. Heureusement l'antenne de la gendarmerie a permis de prévenir les secours sur le continent, mais il leur a fallu plusieurs heures pour arriver. »

### Crash aérien le 2 septembre 2011
Alors que l'île pansait ses blessures après le tsunami de 2010, une délégation ministérielle est venue se rendre compte sur place de l'avancée de la reconstruction. Mais après avoir tenté à deux reprises d'atterrir sur le petit aérodrome de l'île, le pilote militaire, qui ne connaissait pas les spécificités météorologiques de l'île, a manqué son atterrissage. Victime des fortes rafales de vent, l’avion de transport militaire Casa 212 s'est écrasé sur la côte, qui est très abrupte. L'avion a été immédiatement immergé à une grande profondeur. L'accident a soulevé une forte émotion au Chili car l'appareil transportait 21 personnes, toutes mortes dans le crash, notamment une équipe de télévision de la chaîne publique TVN conduite par le très populaire journaliste Felipe Camiroaga, 44 ans. Deux jours de deuil national ont été décrétés.

## Démographie
L'île Robinson Crusoé est la seule île de l'archipel Juan Fernández à être peuplée avec environ 650 habitants. La plupart vivent à San Juan Bautista (es), village fondé en 1877 dans la baie Cumberland par le baron suisse Alfred von Rodt à qui le Chili avait octroyé une autorisation d'exploitation des ressources naturelles de l'île[réf. souhaitée].
Presque tous exercent le métier de pêcheur de langoustes. Quelques véhicules sont présents sur l'île et la population dispose d'une connexion internet par satellite et d'émetteurs de télévision.

## Économie

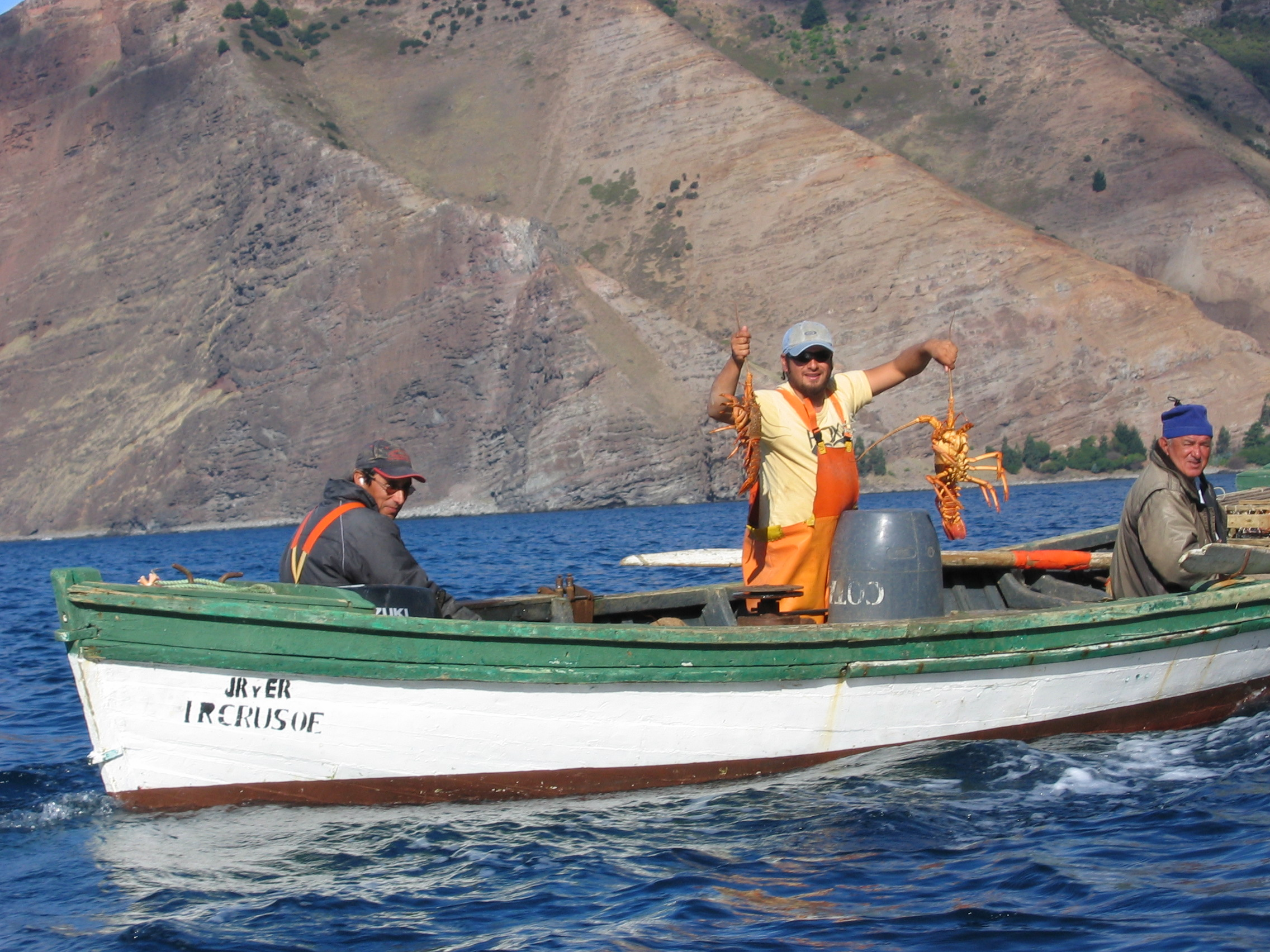
Pêcheurs de langouste de Juan Fernandez.

La population de l'île Robinson Crusoé vit surtout de la pêche à la langouste de Juan Fernandez mais aussi du tourisme. Ces derniers sont quelques centaines à se rendre sur l'île chaque année qui peuvent y pratiquer la plongée sous-marine.

## Dans la fiction
L'île Robinson Crusoé est l'un des principaux décors du roman Le Manuscrit Robinson de Laurent Whale.

## Conservation et restauration
En janvier 2011, les rongeurs envahissants ont été éradiqués de l'île par le parc national des Galápagos, avec l'aide d'Island Conservation, au profit des manchots des Galápagos et des Scalesia stewartii (un arbre formant des marguerites et l'équivalent végétal d'un des pinsons de Darwin).

## Galerie

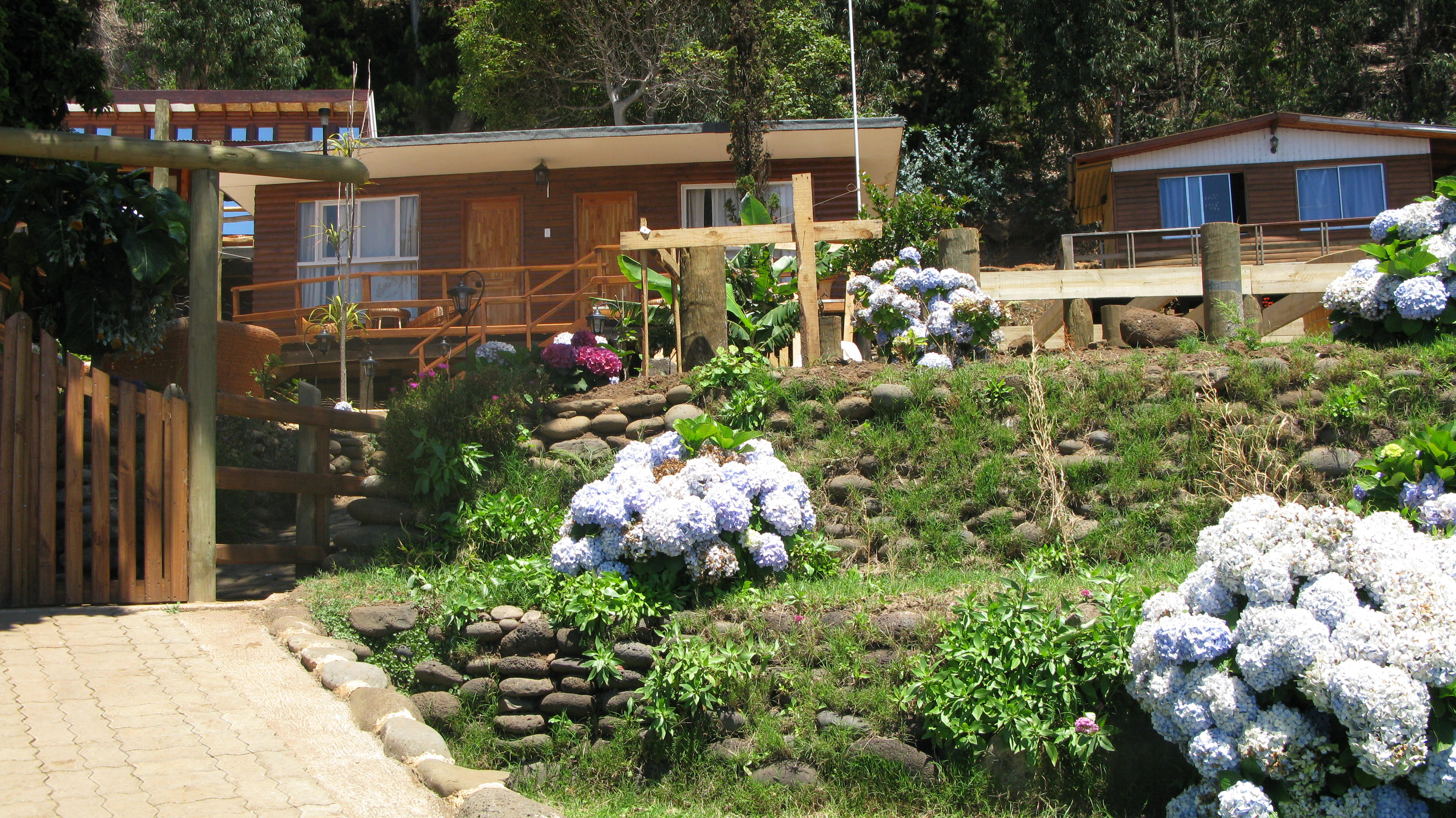
Maisons de pêcheurs, île Robinson Crusoé, janvier 2015
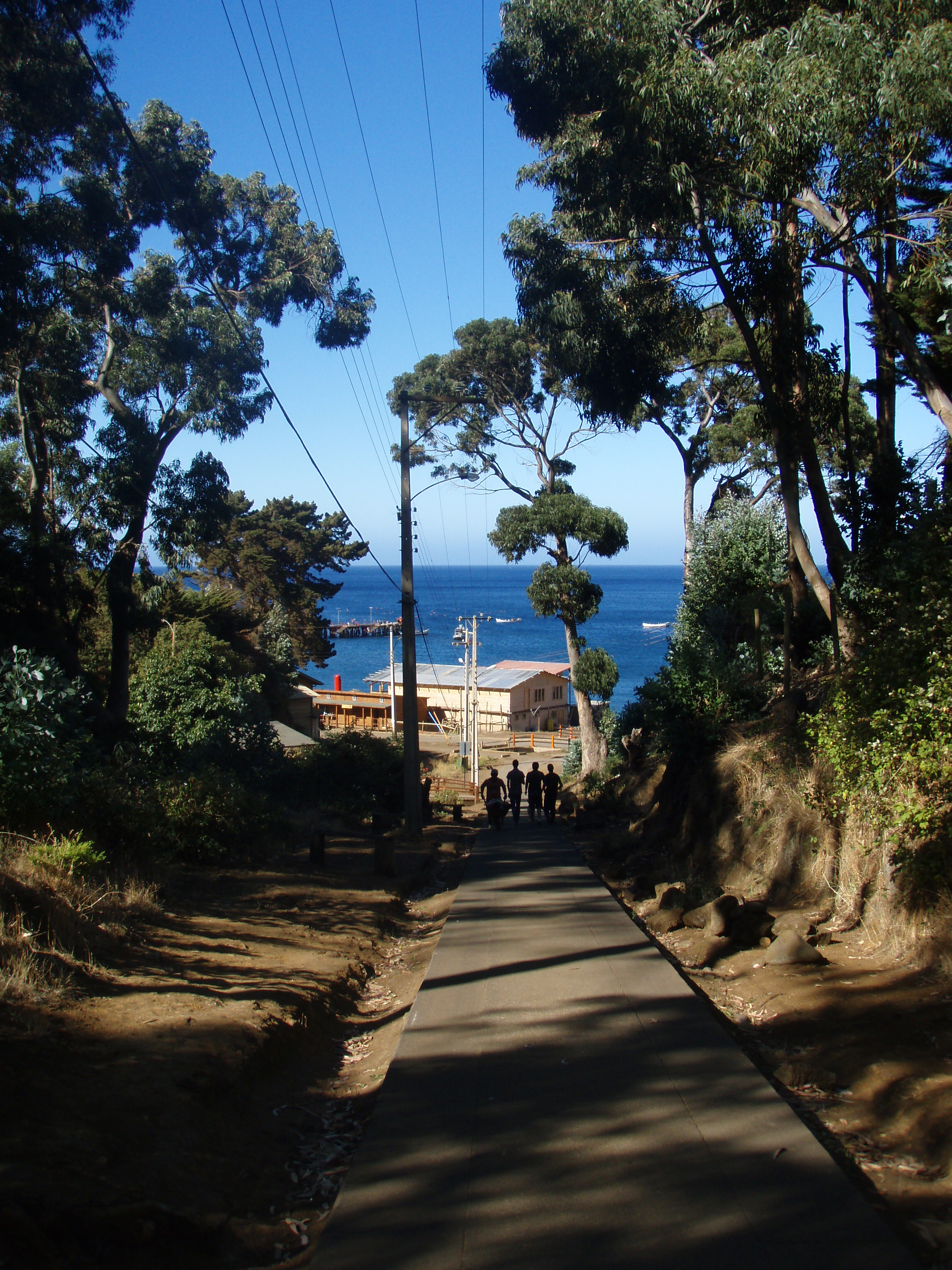
L’unique « route » de l'unique village de l'île.
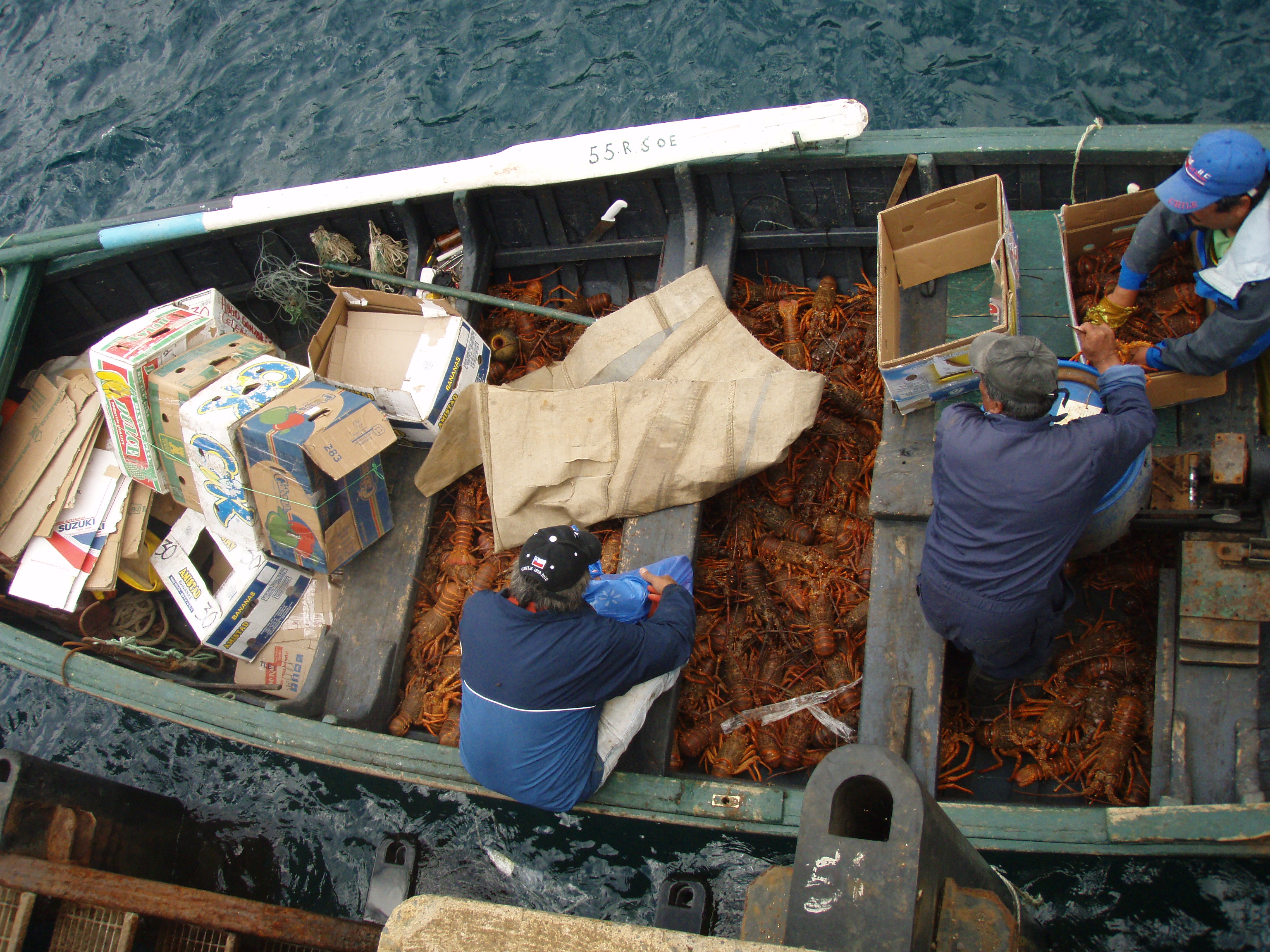
La grande majorité des habitants du village sont des pêcheurs de langoustes.
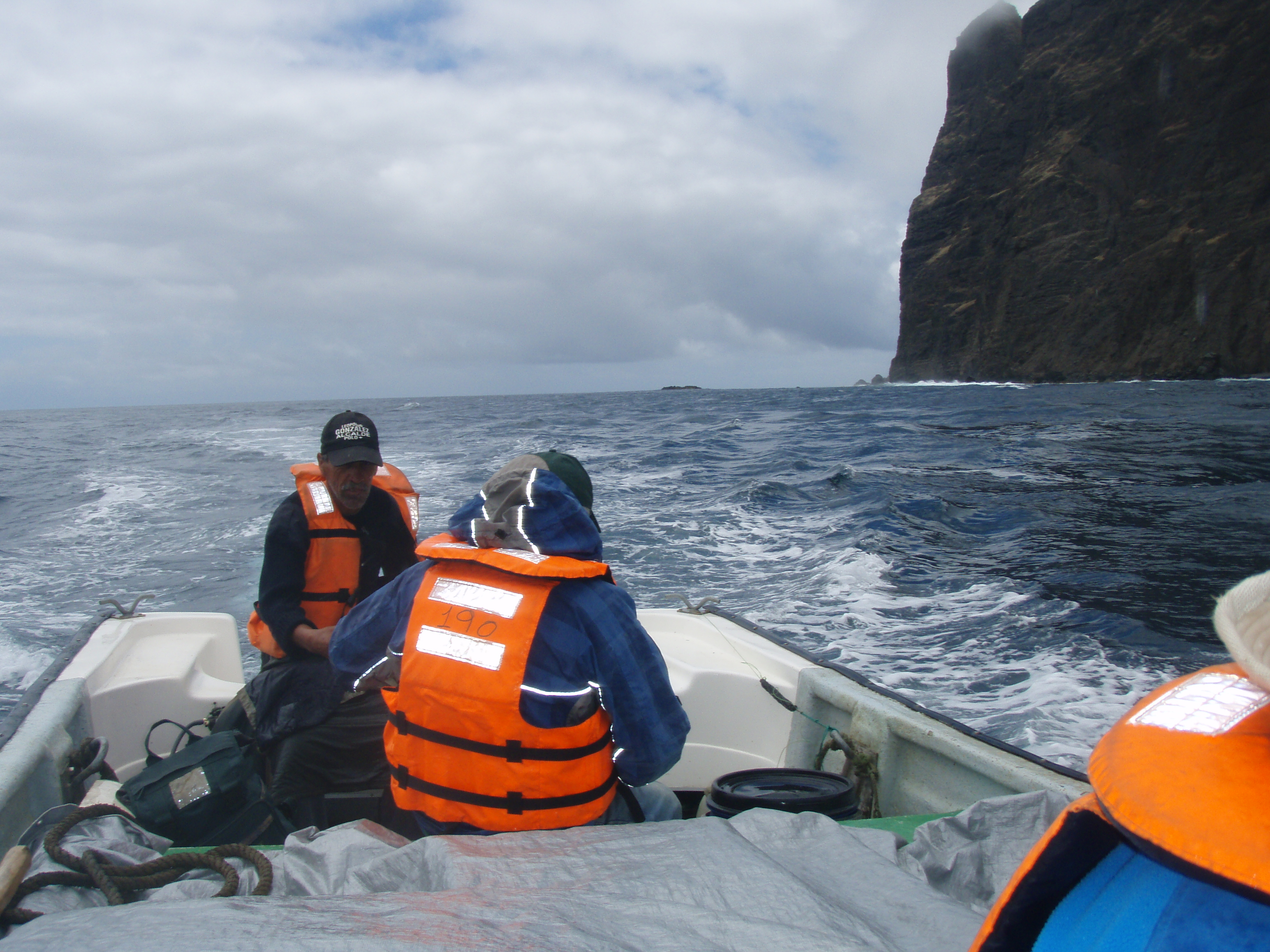
Les langoustes sont acheminées par barque jusqu'à l'aérodrome.
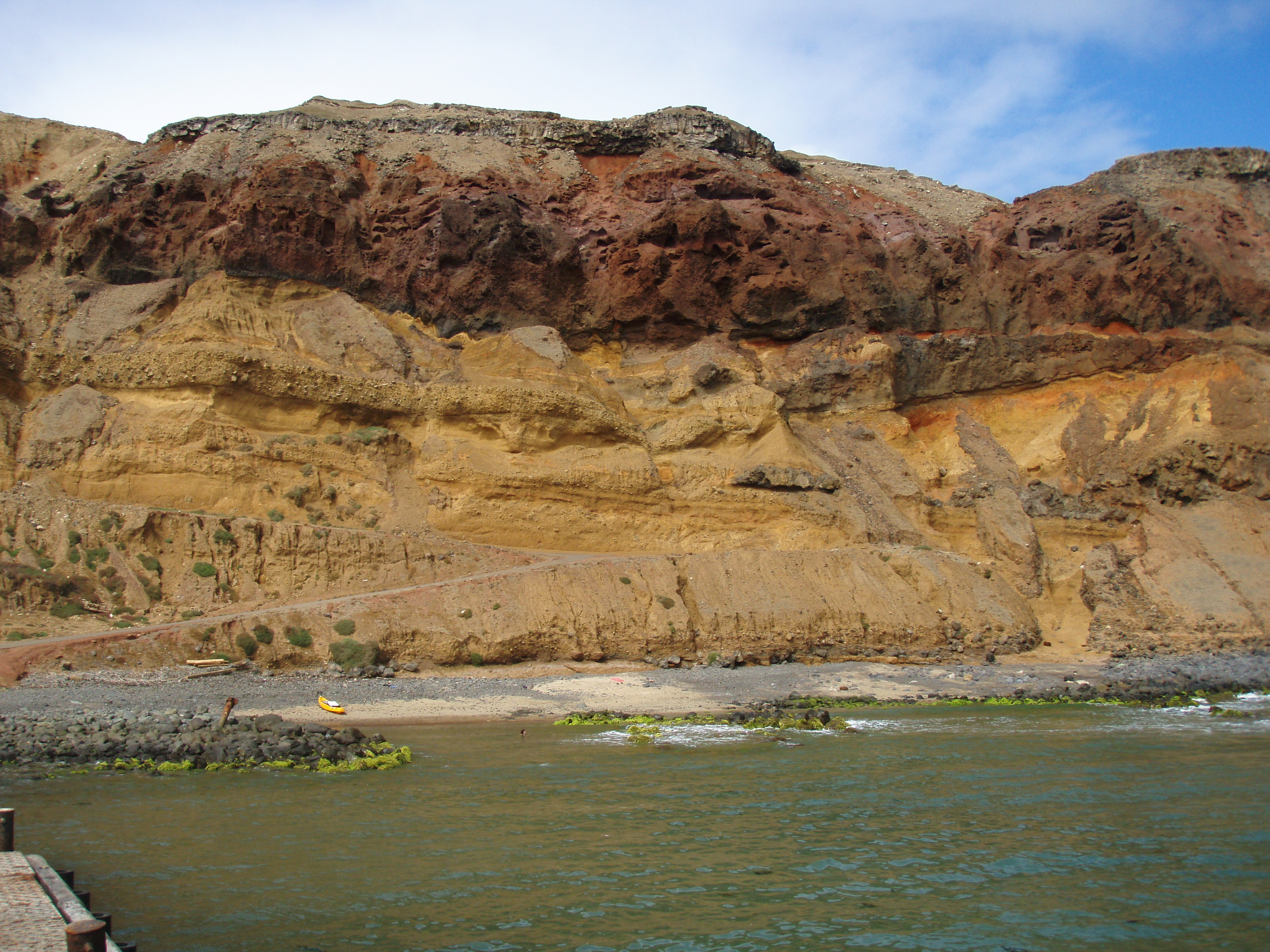
Baie près de l'aérodrome
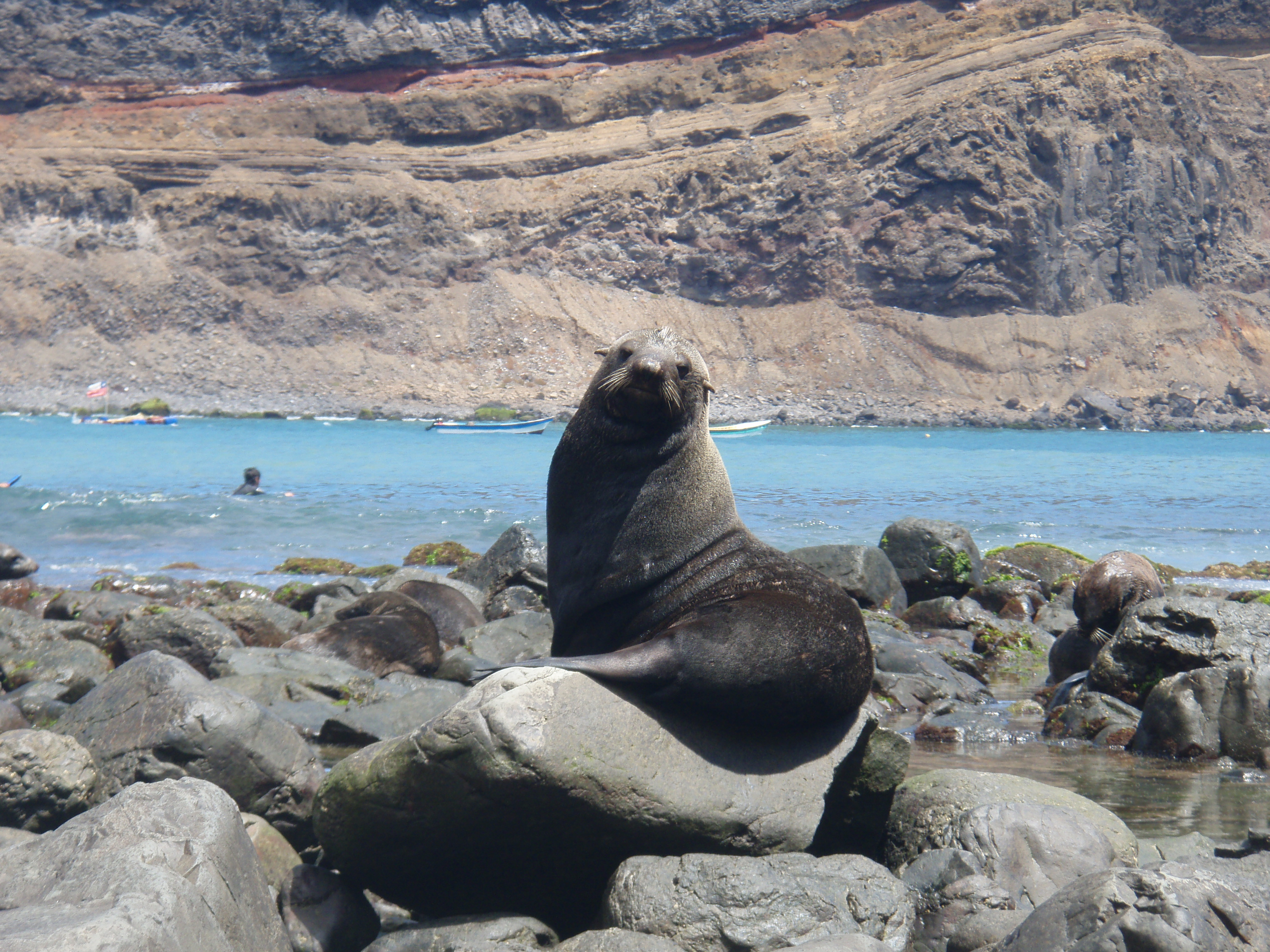
Otarie
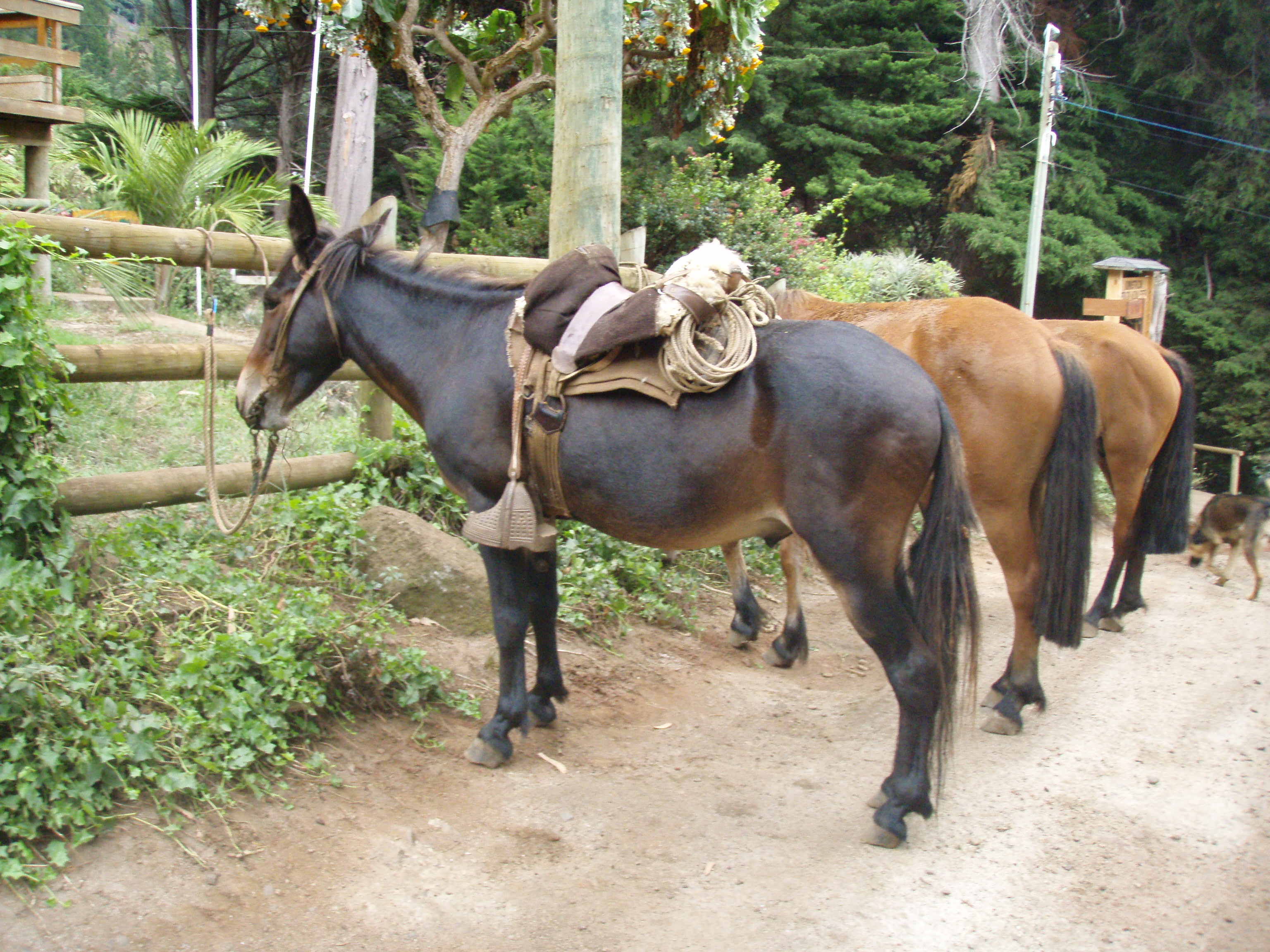
Mulets et chevaux, moyen de transport sur l'île
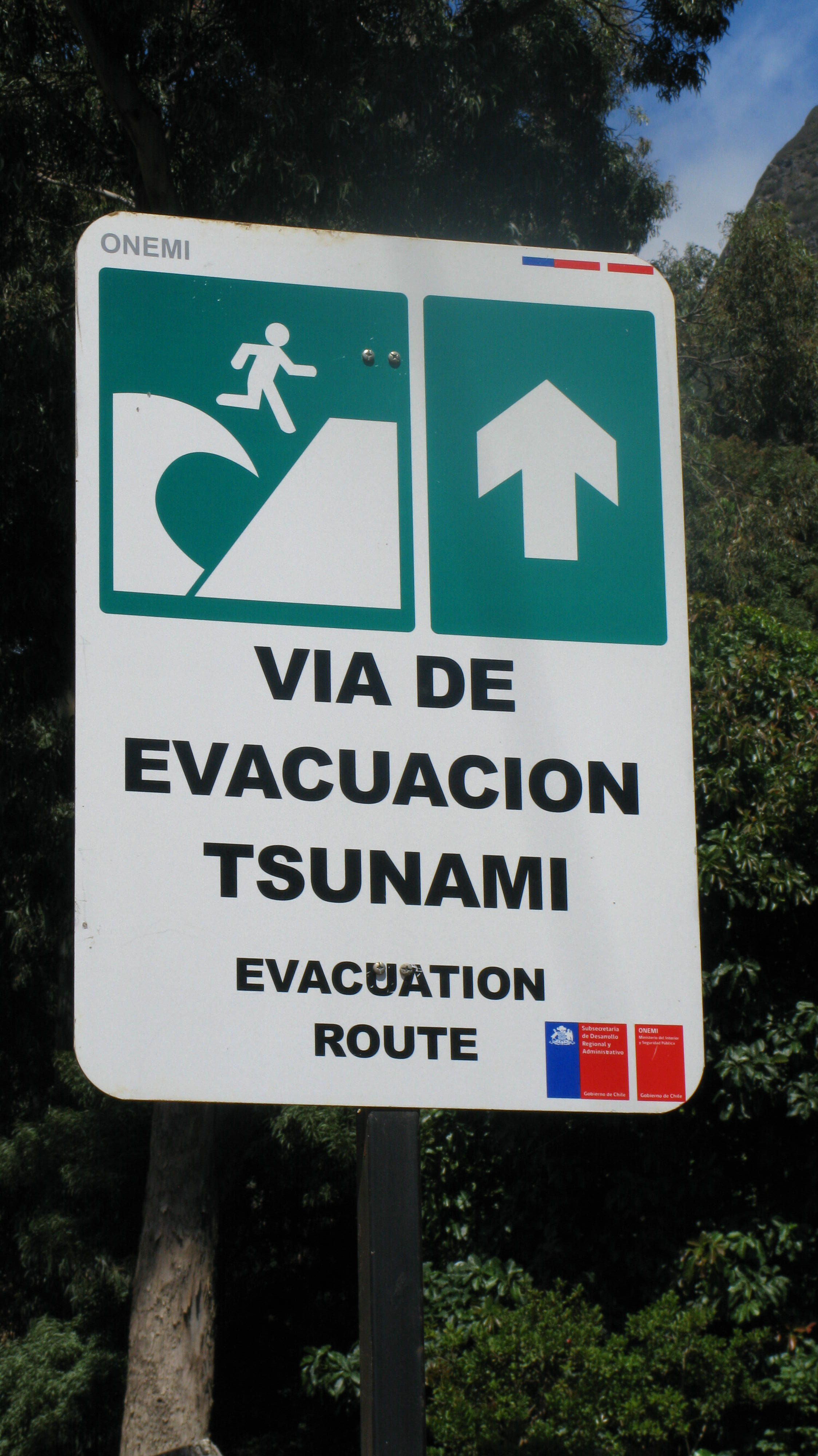
voie d'évacuation en cas de tsunami
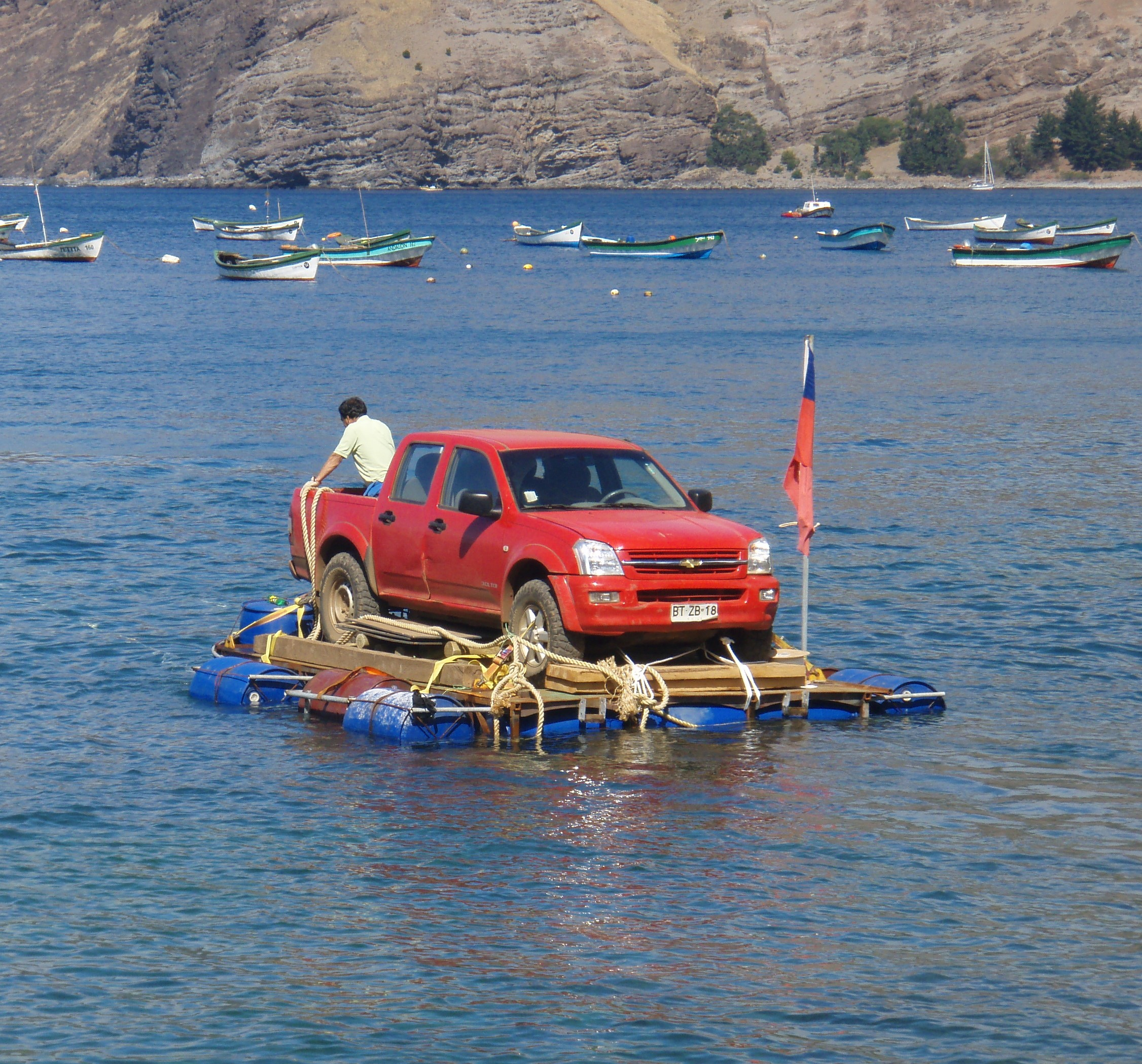
Transport d'une voiture vers l'autre côté de l'île.
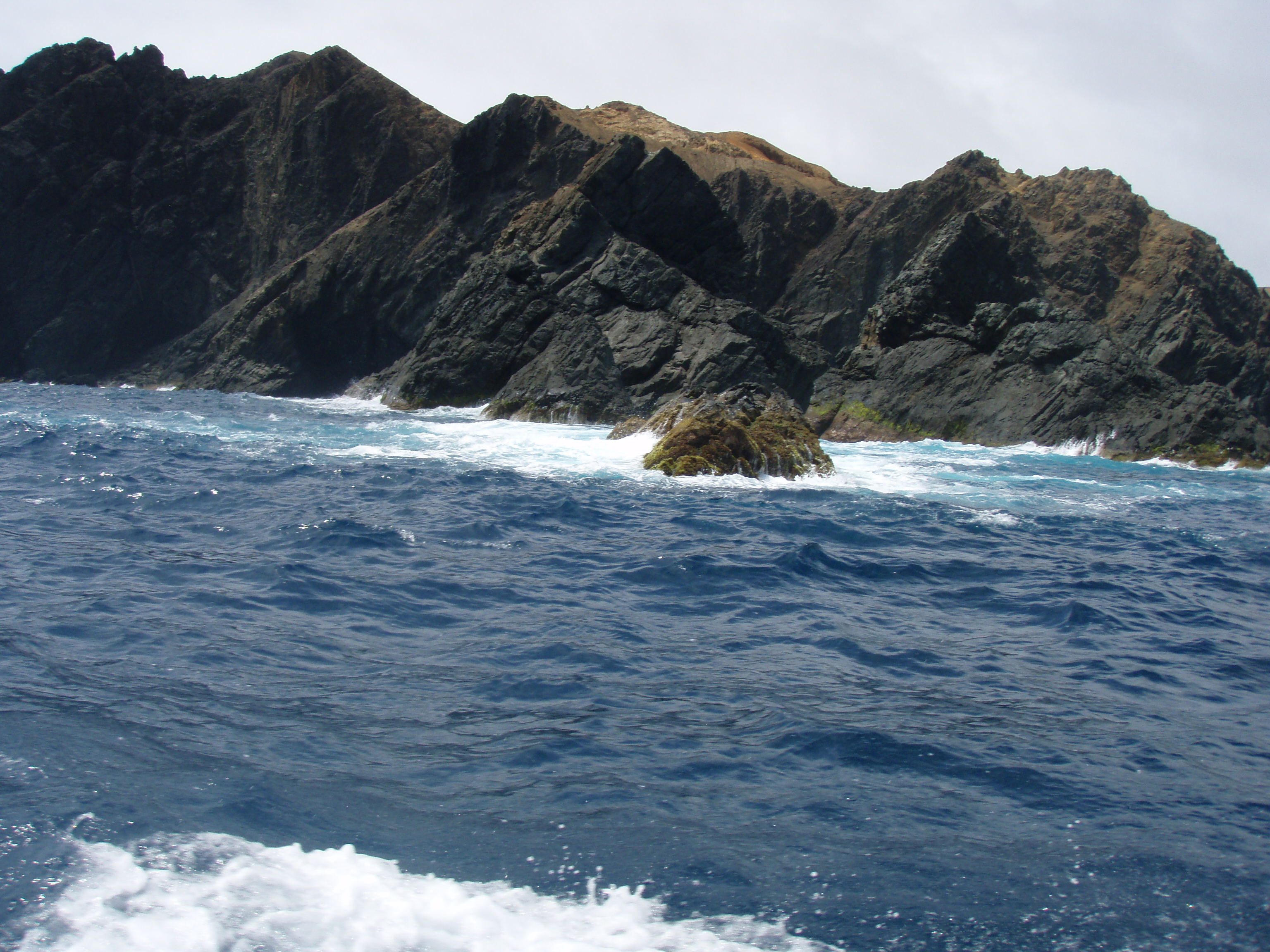
Les côtes sont rocheuses et abruptes

### Filmographie
- (fr) Stéphane Goël, Insulaire, Climage, 2018, 1 h 32 min